# Slauerhoffbrug
De Slauerhoffbrug is een brug in Leeuwarden in de Nederlandse provincie Friesland.

## Beschrijving
De brug is een staartbrug, dit is een basculebrug waarbij het scharnierpunt niet onder het wegdek zit, maar op pylonen die aan één kant van de brug staan. Als de brug geopend wordt, wordt het brugvlak in verticale positie gezet. Als de brug gesloten is, vallen de draagarmen waar het brugdek op rust in het wegdek.
Het ontwerp van de brug heeft tot gevolg dat het brugdek een grote afstand af moet leggen, waardoor het volledig openen en sluiten relatief veel tijd kost. Mits de hoogte van de passerende schepen het toelaat wordt de brug daarom vaak slechts ten dele geopend, om hinder voor met name het wegverkeer zoveel mogelijk te beperken.
De onderkant van de brug is geschilderd in de kleuren van het stadswapen en de vlag van Leeuwarden, blauw en geel.
De brug is vernoemd naar de schrijver en dichter J. Slauerhoff.

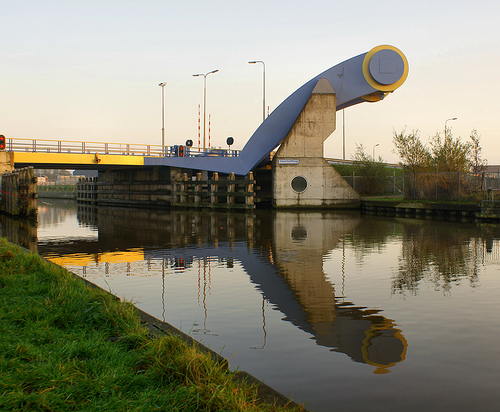
Slauerhoffbrug in gesloten toestand
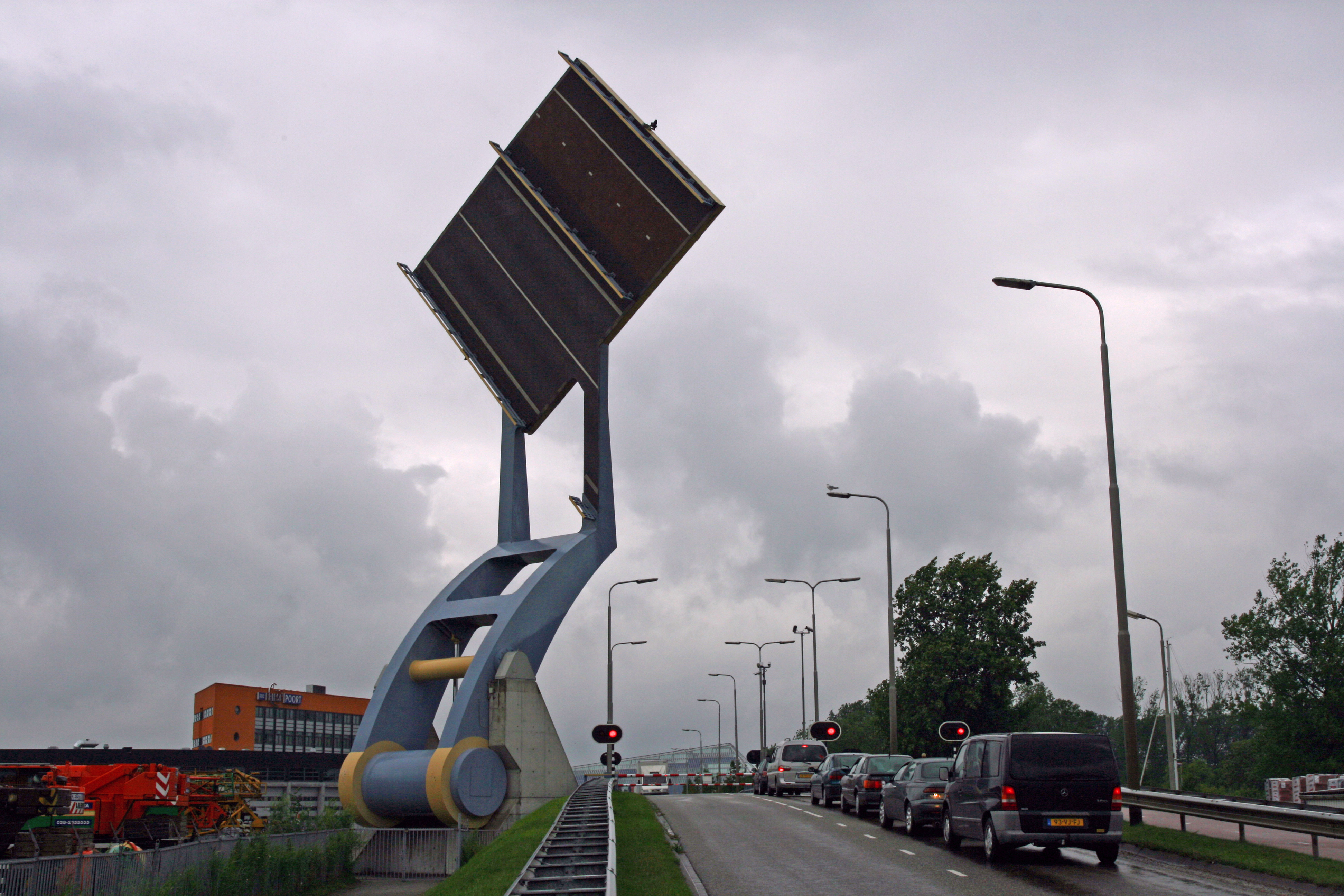
Gezien vanaf de weg

## References
1. ↑  De Slauerhoffbrug is de meest wonderbaarlijke bewegende brug van Nederland, youtube.com, geraadpleegd 12 juni 2025